# Principe cinese e indovino
Principe cinese e indovino è uno degli affreschi eseguiti da Giandomenico Tiepolo per la foresteria della Villa Valmarana "Ai Nani" di Vicenza. Si trova nella Stanza delle Cineserie.

## Descrizione
L'affresco mostra una scena all'aperto con l'incontro tra il figlio di un imperatore cinese e un venditore di spezie, che afferma di essere anche un indovino suscitando così la curiosità del giovane. I personaggi raffigurati nell'opera sono in tutto quattro: l'indovino, seduto sulla sinistra, il principe, in piedi al centro verso destra, e i due accompagnatori di costui, alle sue spalle. Un albero alquanto storto è l'unica nota che spicca nella rappresentazione del grigio e desolato paesaggio.